# Helen Parkhurst

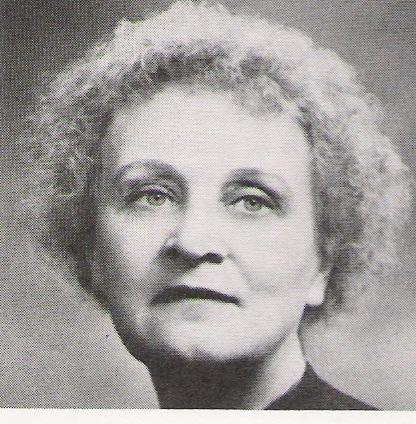
Helen Parkhurst omstreeks 1930

Helen Parkhurst (Durand, Wisconsin, 8 maart 1886 - New Milford, Connecticut, 1 juni 1973) was een Amerikaanse pedagoge die aan de wieg stond van het daltononderwijs.

## Biografie
Helen Parkhurst is vermoedelijk geboren op 8 maart 1886 in Durand, Wisconsin. Het origineel van haar geboortebewijs is verloren gegaan. In het archief van Durand is er wel een 'uncertified copy', waarop de geboortedatum 8 maart 1886 staat. In 1905 behaalt Parkhurst een elementaire lesbevoegdheid. Later studeert ze aan Wisconsin State Teachers College en studeert ze in Rome bij Maria Montessori. In 1943 krijgt ze de M.A. (Master of Arts) titel van Yale University.

### Onderwijzeres
Van 1905 tot 1913 werkt ze op verschillende lagere scholen. In haar eerste baan moest ze op een plattelandsschool in Waterville, Wisconsin als enige leerkracht aan 45 leerlingen in de leeftijd van 6 tot en met 16 jaar, lesgeven. Ze voert een individuele benadering in, waarbij de leerlingen werken aan taken, zelf keuzes maken en samenwerken met elkaar en met de onderwijzer (later noemde zij dit het Waterville-experiment). In 1910 en 1911 is zij als onderwijzeres verbonden aan een school in Tacoma, Washington. In deze jaren begint zij haar ideeën over een modernisering van het onderwijs uit te werken in wat zij dan het 'laboratory plan' gaat noemen. De klas moet een sociaal laboratorium zijn waar de leerlingen al experimenterend leren, waar veel wordt samengewerkt en waar de oudere leerlingen de jongeren lesgeven. Daarna keert zij in 1912 terug naar Wisconsin om les te geven aan het Wisconsin Central State Teachers College.

### Medewerkster van Maria Montessori
In 1914 krijgt Parkhurst verlof om naar Rome te gaan voor een training van drie maanden bij Maria Montessori. Als in 1915 Montessori naar Californië komt om daar haar methode op de wereldtentoonstelling in San Francisco te presenteren, treedt Parkhurst op als haar assistent. Tot 1918 is Parkhurst vervolgens de belangrijkste vertegenwoordiger van Montessori in de Verenigde Staten. Zelfs zet zij een Montessori Teachers Training School op. Daarna maakt Parkhurst zich gedeeltelijk los van Montessori om haar eigen weg te kunnen gaan.

### Eigen ideeën: Dalton Laboratory Plan
In september 1919 start Parkhurst een eigen school in New York. Al snel daarna brengt Parkhurst haar ideeën ook in praktijk op een school voor lichamelijk gehandicapte jongens (The Berkshire Cripple School) in de staat Massachusetts. Dit pakt zo goed uit dat haar vriendin Mrs. W. Murray Crane, bestuurslid en een belangrijke donateur van deze school, haar vraagt haar methode ook in te voeren in de Highschool voor jongens en meisjes in het stadje Dalton, Massachusetts. Dat gebeurt al in februari 1920. Door de experimenten op deze school krijgt Parkhursts ideeën de naam Dalton Laboratory Plan.
Kort daarna bezoekt Miss Belle Rennie uit Londen Parkhursts experimentele scholen. Zij schrijft er een artikel over in de Times Educational Supplement. Al snel daarna vinden (speciaal in Engeland haar ideeën grotere weerklank. Wel stelt men in Engeland dat het woord 'laboratory' misverstanden oproept. Men stelt Parkhurst voor de naam van haar systeem te wijzigen in 'Parkhurst Plan'. Maar dat wil Parkhurst op haar beurt niet. Daarom kiest ze er voor om over het Dalton Plan te spreken.
De reden dat zij aan het woord laboratorium hechtte, heeft zij als volgt onder woorden gebracht:
Let us think of school rather as a sociological laboratory where the pupils themselves are the experimenters, not the victims of an intricate and crystallized system in the evolution of which they have neither part nor lot. Let us think of it as a place where community conditions prevail as they prevail in life itself.
(Vrije vertaling: Laten we de school zien als een sociologisch laboratorium, waar de leerlingen zelf de proeven nemen. Ze moeten daar niet de slachtoffers zijn van een ingewikkeld en uitgekristalliseerd stelsel, dat buiten hen om ontwikkeld wordt. Laten we de school zien als een plaats die net als het leven zelf als gemeenschap functioneert.)
Intussen heeft Parkurst met financiële steun van de welgestelde familie Crane in New York "The Children's University School" gesticht, die in 1920 de naam "The Dalton School" krijgt, genoemd naar de woonplaats van de familie Crane. Ook dáár breekt zij met het klassikaal onderricht en richt zij de klaslokalen zodanig in dat kinderen met een verschillende mate van ontwikkeling er aan verschillende taken kunnen werken.
Later geeft Parkhurst op pedagogische academies leiding aan leerplanontwerp. Maar ze blijft met kinderen werken en maakt verscheidene radio- en tv-programma's, waarvan ook grammofoonplaten verschenen. Ook interviewt ze kinderen.Eleanor Roosevelt bewonderde haar werk en ondersteunt haar in 1939 bij de uitbreiding van haar school in New York.. In de oorlogsjaren raken ideeën over onderwijsvernieuwing in het slop. Parkhurst geeft in 1942 de leiding over de school uit handen. Daarna is er in de Verenigde Staten niet veel meer van het daltonplan gehoord, al bestaat de New York Dalton School nog steeds.

### Verbreiding
Buiten de Verenigde Staten slaan haar ideeën vooral aan in het Verenigd Koninkrijk, Nederland, China en Japan. Dat land bezoekt zij zeker vier keer en krijgt er zelfs een keizerlijke onderscheiding. In 1952 bezoekt zij Nederland en in 1957 wordt ze benoemd tot Officier in de Orde van Oranje-Nassau.

## Belangrijkste publicaties
Parkhurst schreef diverse boeken. Haar onderwijsplannen publiceerde zij in Education on the Dalton plan (1922). Dit boek is vertaald in zeker 50 talen. Andere publicaties zijn onder andere: Work Rhythms in Education (1935), Exploring the Child's World (1951) en Undertow (1960).
In Education on the Dalton plan werkt ze haar twee uitgangspunten uit: "freedom" en “interaction of group life”. Parkhurst staat een evenwicht voor tussen leren door instructie en door zelf problemen op te lossen.
Parkhurst schrijft ook in verschillende bladen over haar werk, onder meer The Laboratory Plan (27 mei 1926, Times Educational Supplement). Een omvangrijke bibliografie is te vinden in een oude Nederlandse Pedagogische Encyclopedie.

## Verspreiding in Nederland
In opdracht van de onderwijscommissie van de Maatschappij tot Nut van 't Algemeen bezoekt een Nederlandse commissie bestaande uit L.C.T. Bigot, P.A. Diels en Philip Kohnstamm in januari 1924 enkele daltonscholen in Engeland en verspreiden zij daarna haar ideeën in Nederland.
De Nederlandse Dalton Vereniging wordt in 1931 opgericht. In Nederland zijn tegenwoordig 2015 368 daltonscholen voor het basisonderwijs, 25 voor het voortgezet onderwijs. Er is een daltonschool voor speciaal basisonderwijs. Op verschillende pabo's in het land worden daltoncursussen gegeven.
Op diverse plaatsen, zoals in Rotterdam, Almere en Tilburg, staan scholen die naar haar vernoemd zijn.

## Onderzoek in Nederland
In Nederland wordt sinds 2006 onderzoek gedaan naar het daltononderwijs. Dat gebeurt aan de Saxion Hogeschool in Deventer in samenwerking met de Nederlandse Dalton Vereniging. Medio 2010 werd de eerste periode van het Daltonlectoraat afgesloten met de publicatie van een boek van Piet van der Ploeg. Van der Ploeg heeft een reeks artikelen gepubliceerd over de geschiedenis van het Dalton Plan. 
In 2011 werd bij SDUP ook een biografie over Parkhurst gepubliceerd van René Berends: 
Het lectoraat aan Saxion is in 2014 voor de tweede keer verlengd, nu voor zes jaar. Het heet nu officieel het lectoraat Vernieuwingsonderwijs. Naast de Nederlandse Dalton Vereniging zijn ook de Freinet- en Jenaplanvereniging en VBS toegetreden als partners aan het lectoraat.